# Hebron (Kentucky)
Hebron – jednostka osadnicza w Stanach Zjednoczonych, w stanie Kentucky, w hrabstwie Boone.
Miejscowość położona jest na południowo-zachodnim skraju aglomeracji Cincinnati. Mieści się tu port lotniczy Cincinnati-Northern Kentucky.